# 颤抖的金丝雀
颤抖的金丝雀（ぶるうかなりや），是日本WOWOW電視台劇集，於2005年5月22日播出，導演：鶴橋康夫，劇本：池端俊策 ，監製：秦祐子，全劇長115分鐘。
坂部重彦是製藥技術研究所中受到極高評價的所長，但是他卻因為把情報洩漏給對手企業而被開除，洩漏者是扮作他女友的偵探。接著兒子又因某種因素而失聲。在委託人員調查兒子失聲原因的同時也發現了一個無法令他相信的秘密。

## 主要演員
- 柄本明 - 坂部重彦
- 宮澤里惠 - 大場リツ
- 村上淳 - 坂部春也
- 渡辺えり子 - 坂部三千代
- 井川遥 - 風見雛子
- 小島聖 - 大之木万美子
- 森本レオ - 風見五十次
- 風間杜夫

## 外部連結
- IMDb （页面存档备份，存于）